# Homem-orquestra
Um homem-orquestra (também conhecido por banda de um homem só) é um músico que interpreta vários instrumentos musicais simultaneamente. Geralmente, isso inclui certo número de instrumentos de sopro amarrados ao pescoço, um bumbo preso às costas do músico, pratos entre os joelhos, um banjo, ukulele, acordeão ou guitarra nas mãos, e uma harmônica montada numa estrutura de arame em frente à boca.

## Características
Um homem-orquestra pode incorporar quaisquer instrumentos à sua performance, desde baterias eletrônicas MIDI presas ao peito e, com pedais nos pés (mecanismo por vezes denominado «bate-pés»), a tamborins, pandeiretas, cavaquinhos, violas, flautas, gaita-de-foles, clarinetes, bandolins e maracas.
A expressão "homem-orquestra" também é usada coloquialmente para descrever um artistas multi-instrumentistas, isto é, artistas musicais que tocam todos os instrumentos de uma canção, misturando as diversas partes tocadas num estúdio de gravação. Igualmente, com o uso de técnicas de gravação, há artistas contemporâneos que são capazes de realizar solos ao vivo como "homens-orquestra".

## História

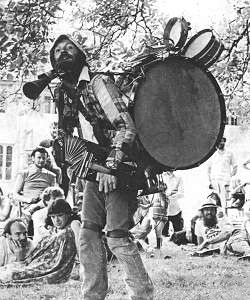
Vic Ellis, de Sussex.

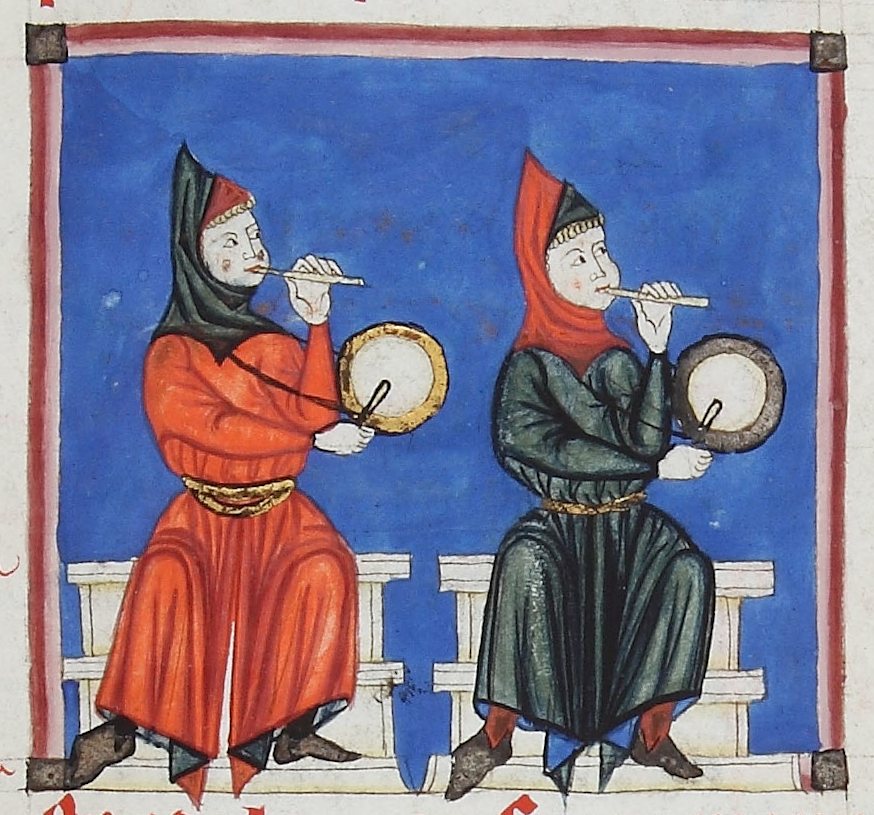
Flautistas-tamborileiros em iluminura do manuscrito Cantigas de Santa Maria, século XVIII.

Os mais antigos relatos conhecidos de múltiplos instrumentos musicais sendo tocados simultaneamente datam do século XIII, com a flauta de tamborileiro e o tamboril. A flauta de tamborileiro era uma flauta simples, com três buracos; o tamboril é conhecido nos dias de hoje como caixa. Ainda pode ser ouvido em regiões rurais da França, Espanha, Portugal, Inglaterra e entre os bascos e catalões.
A combinação de violão e gaita (da forma usada por músicos tais como Tex Williams, Jimmy Reed, Bob Dylan, Neil Young e Ray Dorset do Mungo Jerry) é tão comum hoje em dia, que já não se considerada exemplo de homem-orquestra.
Um dos mais famosos expoentes modernos dos múltiplos instrumentos foi Jesse Fuller, que inventou o baixo acionado com o pé, o "fotdella". Outro digno de menção foi Fate Norris, do The Skillet Lickers, uma banda de country dos anos 1920 e início dos anos 1930.
O britânico Don Partridge tornou famosa a indumentária típica do homem-orquestra (bumbo nas costas, violão e harmônica) pelas ruas do continente europeu, e foi provavelmente o primeiro músico de rua a entrar para a "Lista das 10 Mais" da UK Singles Chart, com os sucessos "Rosie" e "Blue Eyes" em 1968.

## Exemplos modernos
Dentro dos exemplos modernos de homens-orquestra incluem-se intérpretes tais como Hasil Adkins e Sterling Magee, mais conhecido como "Mister Satan" do duo Satan and Adam. 
Em Portugal, destacam-se os casos dos músico Noiserv e Da Cruz One Man Band.
Na Galiza, conta-se o caso de Cesar Prado.
No Brasil, conhece-se Mauro Bruzza, Homem-banda de Porto Alegre (Rio Grande do Sul).